# Geografia Islandii

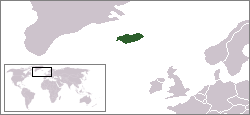
Położenie Islandii

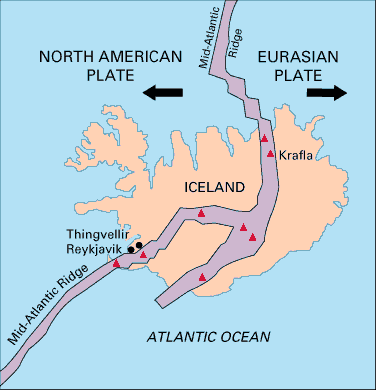
Położenie Islandii na Grzbiecie Śródatlantyckim

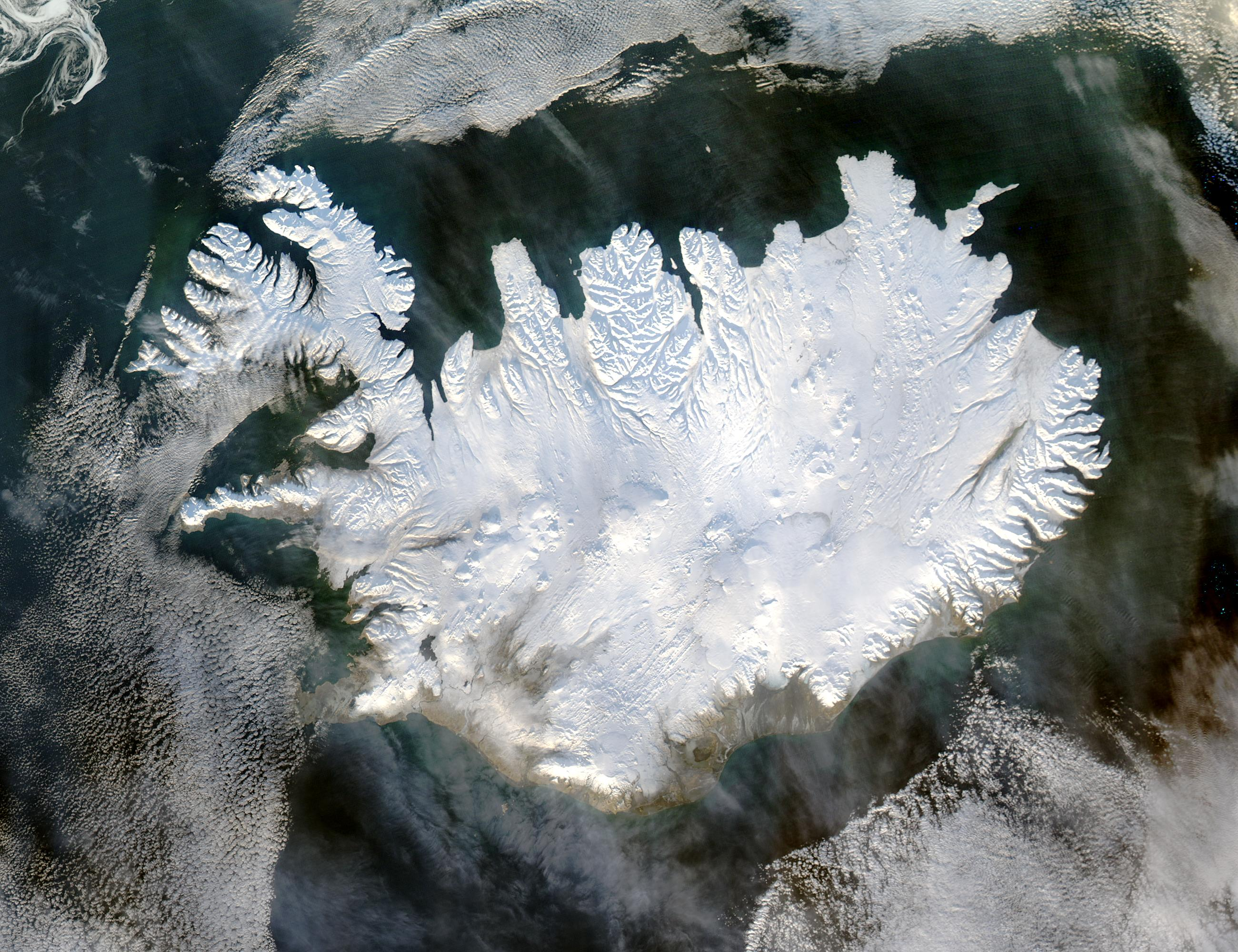
Zdjęcie satelitarne Islandii zimą

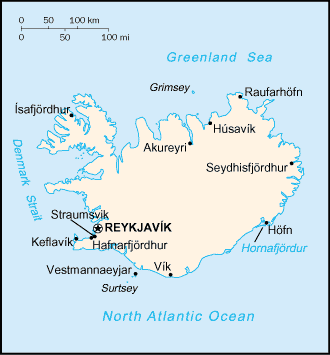
Mapa Islandii

Geografia Islandii – dziedzina nauki zajmująca się badaniem Islandii pod względem geograficznym.
Islandia leży na wyspie o tej samej nazwie, położonej w północnej części Oceanu Atlantyckiego i otaczających ją małych wysepkach, nieco na południe od koła podbiegunowego północnego. Od położonej od niej na zachód Grenlandii oddziela ją Cieśnina Duńska.
Wyspa znajduje się na Grzbiecie Śródatlantyckim – na granicy między płytami tektonicznymi: północnoamerykańską (na zachodzie) i euroazjatycką (na wschodzie).
Islandia jest najbardziej na zachód położonym krajem europejskim, a jej stolicą jest Reykjavík.

## Powierzchnia i granice
Ogółem Islandia zajmuje powierzchnię 103 000 km², z tego 2750 km² stanowią wody. Długość linii brzegowej wynosi 4970 km. Wyspę od północy opływa Morze Grenlandzkie, od wschodu Morze Norweskie, a od południa i zachodu Ocean Atlantycki. Od położonej od niej na północny zachód Grenlandii oddziela ją Cieśnina Duńska.
Punkty skrajne:
- N – Rifstangi, 66°32,3′ N
- S – Kötlutangi, 63°23,6′ N
- W – Bjargtangar, 24°32,1′ W
- E – Gerpir, 13°29,6′ W

## Budowa geologiczna
Islandia leży na Grzbiecie Śródatlantyckim – na granicy między płytami tektonicznymi: północnoamerykańską (na zachodzie) i euroazjatycką (na wschodzie), przez co cechuje ją wysoka aktywność wulkaniczna.
Islandia jest zbudowana głównie ze skał wulkanicznych, przeważnie trzeciorzędowych. Wśród skał dominują bazalty, brekcje, tufy bazaltowe i popioły.

### Okres trzeciorzędu
Początek trzeciorzędu był burzliwym okresem dziejów Islandii. Orogeneza alpejska wywołała zmiany tektoniczne w obrębie Atlantyku i pobudziła aktywność wulkaniczną tego obszaru. Wielokrotne wylewy wulkaniczne doprowadziły do utworzenia wielowarstwowego pomostu łączącego Europę z Ameryką. Pod koniec trzeciorzędu, gdy aktywność wulkanów osłabła, nastąpił okres stopniowego zagłębiania się pomostu i jego bardziej lub mniej gwałtownej erozji. Wówczas to pomost rozpadł się pozostawiając po sobie ślady takie jak Islandia.

### Okres czwartorzędu
W okresie czwartorzędu aktywność tektoniczna znów się nasiliła, a lawa ponownie wylała się na powierzchnię Islandii przykrywając skały trzeciorzędowe. Aktywności wulkanicznej towarzyszyły trzęsienia ziemi.

### Wulkany na Islandii
Znajdujące się na wyspie wulkany należą do trzech grup: wulkany tarczowe, maary oraz wulkany powstałe wzdłuż szczelin. Obecnie działalność wulkaniczna jest związana głównie z rozciąganiem podłoża.
Położona na „gorącym punkcie” Grzbietu Śródatlantyckiego ma wiele (ok. 130) również czynnych wulkanów (przez ponad tysiąc lat, od kiedy wyspa jest zasiedlona przez ludzi, zanotowano aktywność osiemnastu). Największy z nich to Askja. Jego wybuch w 1875 spowodował deszcz popiołu w Sztokholmie. W 1783 roku wulkan Laki, pokrył lawą przeszło 500 km². Najaktywniejszym islandzkim wulkanem jest Hekla (1447 m n.p.m.), najwyższym zaś Hvannadalshnúkur (2119 m n.p.m.). Wskutek wybuchu Laki w 1783 roku zginęła olbrzymia liczba zwierząt hodowlanych, co spowodowało klęskę głodu, ta zaś pociągnęła za sobą śmierć 9500 osób (20% ówczesnej ludności wyspy). Trzęsienia ziemi są częste i nieraz bardzo groźne w skutkach, podobnie jak wybuchy wulkanów. Bardzo liczne i związane z wulkanami są gorące źródła, często wykorzystywane do celów gospodarczych (wody geotermalne). Jednym z nich jest Geysir.

## Rzeźba
W rzeźbie Islandii dominują wyżyny i płaskowyże pochodzenia wulkanicznego. Obszary płaskowyżów i wyżyn wznoszą się na wysokość od 700 do 1000 m n.p.m. Niewielkie niziny znajdują się na południu wyspy. Niziny są pokryte sandrami i innymi formami polodowcowymi.
Najwyższym szczytem Islandii jest Hvannadalshnúkur mający 2110 m n.p.m. Pozostałe stożki wulkaniczne wznoszą się średnio na poziomie 1400–1600 m n.p.m. 11,6% powierzchni kraju jest pokryta lądolodem i lodowcem. Największym lądolodem w Islandii jest Vatnajökull o powierzchni około 9000 km².

## Klimat

### Temperatura
Temperatura w Islandii wykazuje niewielką zmienność. Maksymalne średnie temperatury występują na południu wyspy w lipcu, kiedy średnia temperatura wynosi około +10 °C. Z kolei średnie minimalne temperatury najniższe są na północy, gdzie temperatura w styczniu i w lutym wynosi –6 °C. Wybrzeża są cieplejsze od interioru o około +2 °C. Ze względu jednak na gorące źródła oraz Golfstrom, występują często sytuacje anormalne, gdy temperatura w styczniu może wynieść nawet +10 °C, zaś w lipcu może spaść do około –3 °C.
Temperatury maksymalne w ekumenach w porze letniej wynoszą od +26 do +30 °C (na wyspie Grímsey). Temperatury minimalne w obszarach zamieszkanych mogą wynieść nawet do –30 °C.

### Wiatr i stosunki baryczne
Na Islandii tworzą się niże baryczne ze względu na różnice w temperaturze pomiędzy ciepłym Prądem Zatokowym a zimnym Prądem Labradorskim. Powoduje to, że w miejscu powstania niżu nie ma praktycznie wiatru, jednakże kiedy niż się przesuwa powstają bardzo silne wiatry. Na wybrzeżu Islandii wiatry te występują około 1-3 razy w miesiącu natomiast w bardziej odległych wyspach nawet 10-13.

### Opady i wilgotność
Roczna suma opadów na Islandii waha się od 400 w centrum przez 500–600 mm na fiordach północnych do 1 200-1 600 mm na południowym wschodzie. Najwięcej opadów przypada jesienią i zimą. Liczba dni z opadem na wybrzeżu jest znacznie większa niż w centrum wyspy.
Opady śniegu mogą występować również latem, natomiast zimą są notowane deszcze. Pokrywa śnieżna utrzymuje się przeważnie od początku listopada do końca kwietnia. W niektórych miejscach, szczególnie w górach, występuje pokrywa wieloletnia.
Wilgotność względna w Reykjavíku waha się od 76% w maju do 86% w styczniu.

### Usłonecznienie
Zimą z uwagi na bardzo krótki dzień oraz zachmurzenie, usłonecznienie w styczniu wynosi około 22 godzin, zaś latem, gdy dzień jest dłuższy, wynosi ono około 50 godzin. Roczna suma usłonecznienia waha się od 10 godzin na wschodzie Islandii do 12–14 godzin na zachodzie Islandii. W ciągu roku całkowita suma promieniowania słonecznego jest mniejsza niż 2930 MJ/m². W styczniu bilans ten jest ujemny i wynosi średnio -4 MJ/m² dziennie. Latem natomiast wynosi on 10-13 MJ/m² na dzień.

## Hydrologia
Zobacz więcej: Lodowce Islandii, Rzeki w Islandii
Islandia jest najbardziej zasobnym w wodę państwem na świecie. Blisko 11% powierzchni Islandii stanowią lodowce, z których największe są: Vatnajökull – 8300 km², Langjökull – 953 km², Hofsjökull – 925 km², Mýrdalsjökull – 695 km², Drangajökull – 199 km², Eyjafjallajökull – 107 km², Snæfellsjökull. Rzeki wypływające promieniście z wnętrza wyspy i uchodzące do wód Oceanu Atlantyckiego są w głównej mierze zasilane przez lodowce oraz topniejący śnieg. W mniejszym stopniu zasilają je opady deszczu. Największe rzeki to: Þjórsá – 230 km, Jökulsá á Fjöllum – 206 km i Hvítá z Ölfusá – 185 km.
Na obszarze Islandii występują jeziora głównie pochodzenia lodowcowego, ale i także pochodzenia tektonicznego. W kraju występują też wulkaniczne jeziora błotne i gorące źródła. Jeziora zajmują 2757 km², co stanowi 2,68% powierzchni wyspy. Największe jeziora to: Þórisvatn – 83–88 km², 113 m głębokości, Þingvallavatn – 82 km², 114 m, Lagarfljót (Lögurinn) – 53 km², 112 m, Mývatn – 37 km², 4,5 m, Hvítárvatn – 30 km², 84 m.
Typowym, zdarzającym się co kilka lat zjawiskiem, są katastrofalne powodzie wywołane przez topnienie lodów przez erupcje wulkanów.

## Użytkowanie ziemi i gleby
(dane szacunkowe, 2005)
- ziemie uprawne: 1,25%
- łąki i pastwiska: 20,4%
- lasy: 1,44%
- pozostałe grunty i nieużytki: 76,9%

### Gleby Islandii
Na Islandii występują głównie gleby wulkaniczne, vertisole oraz leptosole. Gleby występujące na Islandii ze względu na niską popielność mają niski poziom humusowy, co powoduje niską klasę bonitacyjną tych gleb. Dodatkowym problemem w uprawie jest zbyt kwaśny odczyn gleby.
Gleby Islandii posiadają czerwonawo-brązowe zabarwienie. Są dwie koncepcje źródła tego zabarwienia – jedna z nich głosi, że przyczyną zabarwienia jest obecność wytrącanych związków żelaza. Druga z kolei hipoteza głosi, że substancja pochodzi od porostów żyjących na tym terenie.

## Flora Islandii
Flora Islandii jest uboga i choć to wyspa, nie obfituje w gatunki endemiczne. Z 344 gatunków naturalnie występujących tam roślin, 339 spotyka się w innych krajach Skandynawii, zwłaszcza w Norwegii. Jedna z najpiękniejszych „oaz” roślinnych Islandii znajduje się na północ od jeziora Hvítárvatn, u podnóża lodowca Langjökull, na wysokości ok. 450 m n.p.m., i otoczona jest żwirowymi półpustyniami.

### Islandzkie półpustynie

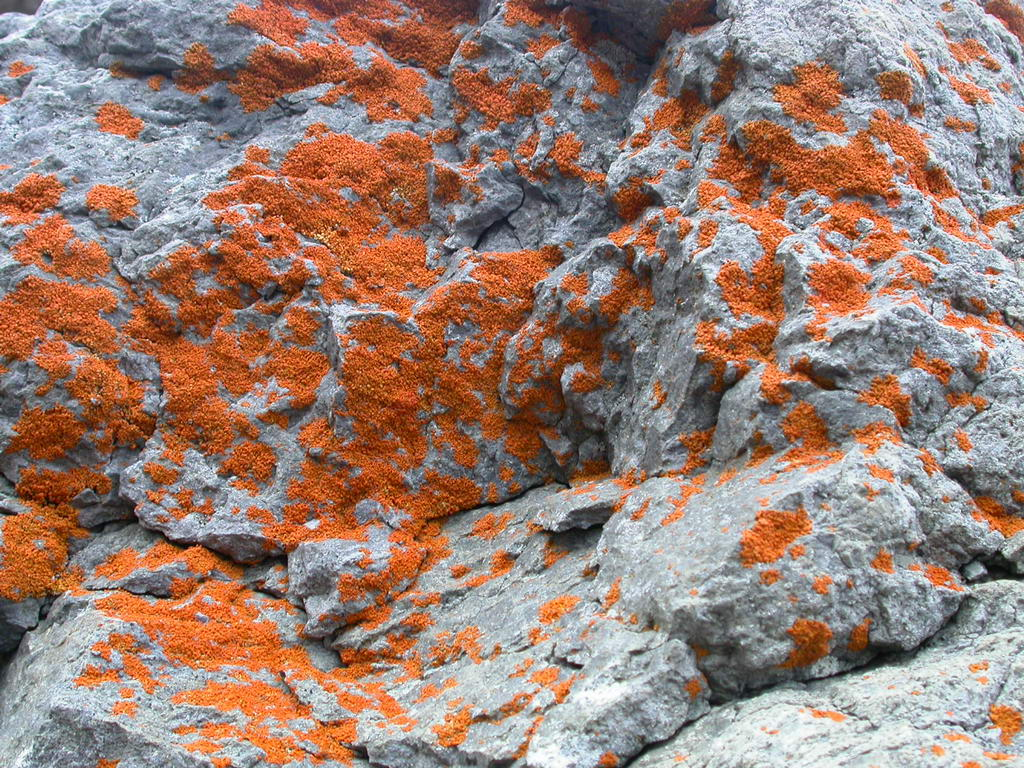
Porosty naskalne

Przedpola lodowców islandzkich to prawie pozbawione życia organicznego piaskowo-żwirowe moreny, pustynie powstałe w miejscach, które opuścił lodowiec. W dolinach wyżłobionych przez spływające wody z lodowca gdzieniegdzie spotkać można zagłębienia z wodą stojącą, w której zaczynają się rozwijać glony – jeden z pierwszych etapów sukcesji. W odległości kilkuset metrów od czoła lodowca, a także na zboczach moren, rośnie roślinność pionierska: porosty naskalne, mchy, szczawiór, rogownice i wełnianka.

### Roślinność drzewiasta
Roślinność drzewiasta Islandii jest uboga, tworzą ją głównie zarośla brzozy (Betula odorata), jarzębiny (Sorbus aucuparia), wierzby (formy krzaczaste) i jałowca. Prawdziwe lasy tworzy tylko brzoza, ewentualnie z domieszką jarzębiny i wierzby. Lasy islandzkie charakteryzują się bogatym runem i stosunkowo urozmaiconą fauną. Największe lasy brzozowe spotyka się na wybrzeżu, w okolicach Akureyri.

### Roślinność łąkowa i tundrowa

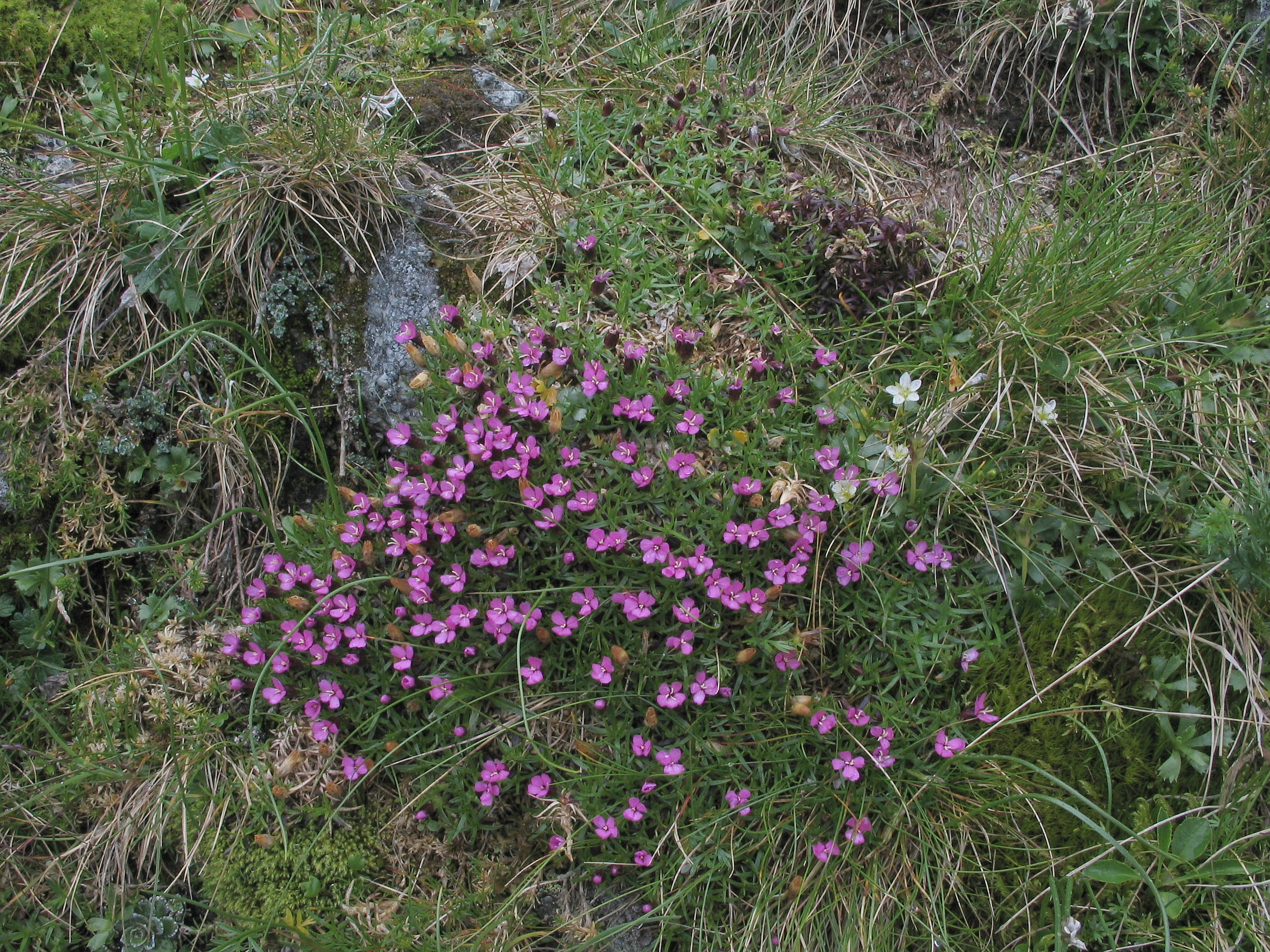
Lepnica bezłodygowa

Najczęstszymi formacjami roślinnymi Islandii są łąki i tundra. Wiele z gatunków występujących tam roślin naczyniowych spotyka się również w górach Europy środkowej, jak choćby dębik ośmiopłatkowy (Dryas octopetala), lepnica bezłodygowa (Silene acaulis), arcydzięgiel litwor (Archangelica officinalis), róża alpejska (Rosa spinosissima). Do pospolitych roślin islandzkich należą: wrzos, czarna jagoda, żurawina, borówka brusznica, krzaczaste gatunki wierzby i brzozy.

## Fauna Islandii

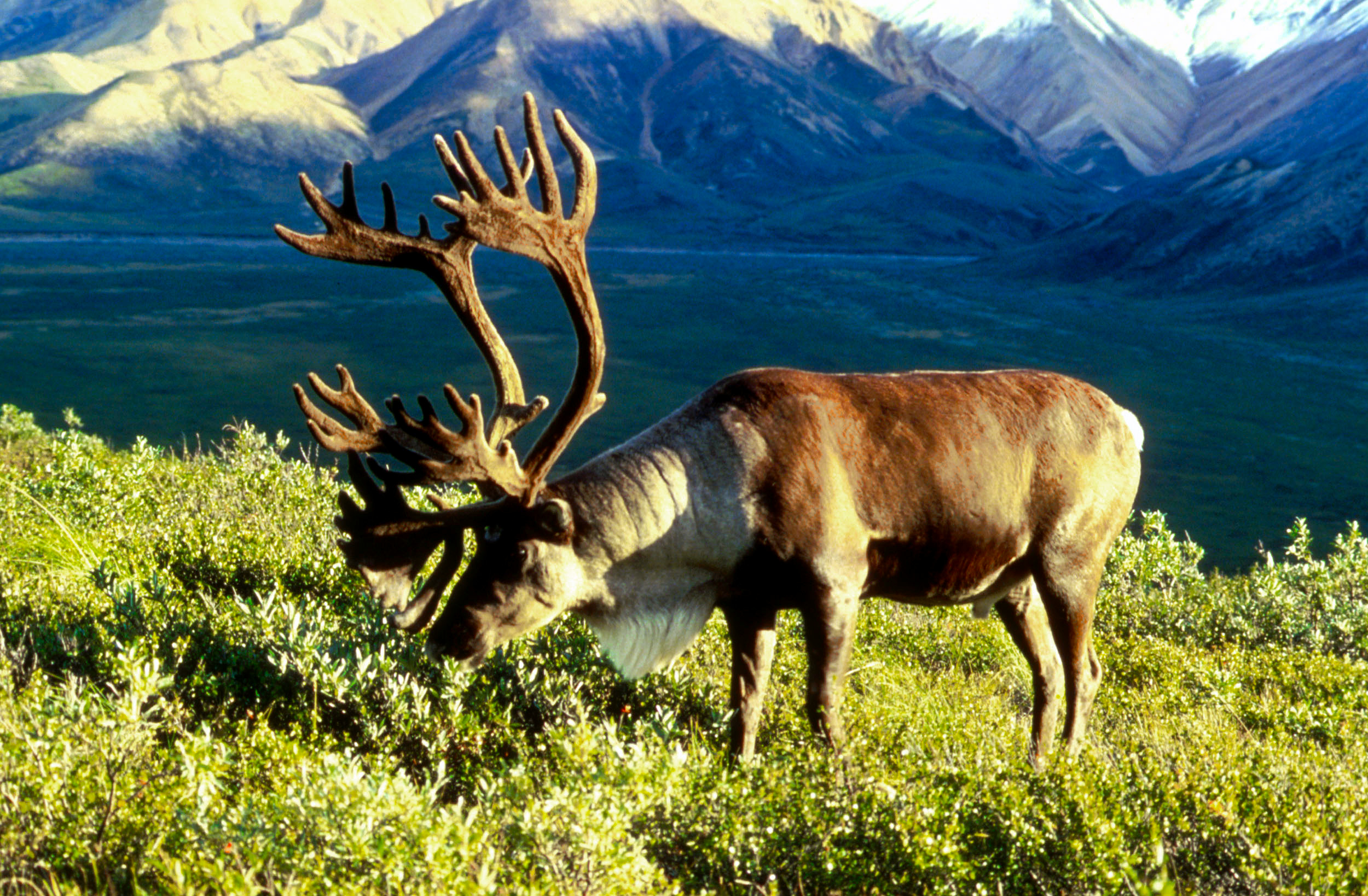
Renifer

Fauna Islandii należy do krainy subarktycznej królestwa palearktycznego.
Fauna lądowa Islandii jest jeszcze uboższa niż świat roślinny Islandii. W stanie dzikim żyją w Islandii – nie licząc fauny zawleczonej albo umyślnie sprowadzonej przez ludzi (między innymi myszy i szczurów) – jedynie 2 gatunki ssaka: lis oraz niedźwiedź polarny (który zimą dzięki krom dociera do Islandii). W 1770 roku sprowadzono na Islandię renifery, które jednak okazały się trudne w hodowli i zdziczały. Kiedyś na Islandii żyły żaby, które wymarły jednak w pierwszej połowie XIX wieku. Z bezkręgowców należy wymienić ślimaki, a także różne owady (w tym komary) i pająki. Najbardziej urozmaiconą grupę stanowią w Islandii ptaki, występujące w liczbie ok. 100 gatunków. Około połowy gatunków stanowią ptaki wodne: mewy i inne, gnieżdżące się na ptasich skałach na południu Islandii.

## Zmiany naturalne i antropopresja

### Trzeciorzęd
W trzeciorzędzie Islandię porastały bujne lasy liściaste z jesionem, dębem, lipą, bukiem i in. Ich zwęglone szczątki tworzą obecnie pokłady węgla brunatnego o niewielkiej jednak miąższości.

### Czwartorzęd
W czwartorzędzie na Islandii w zagłębieniach ukształtowanych przez wody topniejących lodowców powstały liczne pokłady torfu, których miąższość nie przekracza jednak 3–4 metrów.

### Czasy historyczne
W 872 roku na Islandię przybyło ok. 900 rodów norweskich i od tego czasu można mówić o wpływie człowieka na przyrodę Islandii. Miejsce lądowania wybierano wyrzucając do wody zabrane sprzed norweskich domostw pale z wizerunkami bogów; poszczególne rody osiedlały się w miejscu, w którym wyrzuciła je woda. Zupełnie pusta wyspa dawała znakomite możliwości dla osiedleńców. Każdy kmieć wyznaczał powierzchnię swego majątku wędrując z zapaloną pochodnią, dopóki nie zgasła. Pierwotnie porastały Islandię bujne lasy brzozowe, o czym świadczą stare kroniki z XI i XIV wieku. Wycinka drzew na opał i budowę łodzi spowodowała wyniszczenie lasów i nieodwracalne zmiany w środowisku.